# La Vacherie
Vacherie – miejscowość i gmina we Francji, w regionie Normandia, w departamencie Eure.
Według danych na rok 1990 gminę zamieszkiwały 423 osoby, a gęstość zaludnienia wynosiła 55 osób/km² (wśród 1421 gmin Górnej Normandii Vacherie plasuje się na 512. miejscu pod względem liczby ludności, natomiast pod względem powierzchni na miejscu 489.).